# Nixe (Schiff, 1886)
Due Nixe war ein als Kreuzerkorvette klassifiziertes Schulschiff der deutschen Kaiserlichen Marine.

## Bau und technische Daten
Das Schiff wurde 1883 auf der Kaiserlichen Werft Danzig als Ersatz für die 1864 vom Stapel gelaufene Glattdeckskorvette Medusa auf Kiel gelegt und lief am 23. Juni 1885 vom Stapel. Mit einer Länge von 63,30 m über alles bzw. 54,35 m in der Wasserlinie, einer Breite von 13,20 m und einem maximalen Tiefgang von 6,36 m verdrängte die Nixe 1750 Tonnen. Der Schiffsrumpf war aus Holz und mit Kupfer beschlagen. Die Nixe war wie eine herkömmliche Fregatte als Dreimastvollschiff getakelt und konnte bei günstigem Wind bis zu 10 Knoten erreichen. Zusätzlich hatte sie eine Dampfmaschine mit 733 PSi, die über eine Welle und eine anhebbare bzw. absenkbare Schraube eine Geschwindigkeit von etwa 8 Knoten ermöglichte. Die Bewaffnung bestand ursprünglich aus acht 12,5-cm-Ringkanonen hinter Geschützpforten auf einem durchgehenden Batteriedeck sowie sechs kleinkalibrigen Revolverkanonen auf dem Oberdeck. 1894 wurde diese Bewaffnung teilweise modernisiert, und 1908 war die Nixe mit sieben 12,5-cm-Kanonen L/23, zwei 8,8-cm-Schnellfeuergeschützen und vier 3,7-cm-Hotchkiss-Revolverkanonen bewaffnet. Die Stammbesatzung zählte 116 Mann; mit den zur Ausbildung an Bord befindlichen Seekadetten oder Schiffsjungen waren es zeitweise bis zu 360 Mann. Die Baukosten wurden im Jahre 1888 mit 1.917.493 Mark beziffert.
Die Nixe war ein ansehnliches, aber weder sehr seetüchtiges noch gefechtstaugliches Schiff. Sie war bereits beim Entwurf veraltet, und weder ihre Antriebsanlage noch ihre Bewaffnung genügten zeitgemäßen Ansprüchen für ein gefechtstüchtiges Kriegsschiff. Sie war als Schulschiff für Seekadetten und Schiffsjungen vorgesehen und diente auch als solches.

## Schicksal

### Schulschiff
Das Schiff wurde am 1. April 1886 in Dienst gestellt, und bereits am 15. Juni 1886 erfolgte die erste Auslandsreise in die Karibik. Nach ihrer Rückkehr nahm die Nixe vom 6. bis zum 28. August 1887 im Ostseegeschwader an Flottenmanövern teil, und danach diente sie, lediglich mit ihrer Stammbesatzung von 116 Mann vom 17. September 1887 bis zum 17. April 1888 als Wachschiff der Marinestation der Nordsee in Wilhelmshaven. Danach begann noch im April 1888 wieder der Ausbildungsdienst mit Kurzfahrten von Kiel aus in die Ostsee. Vom 4. Juni 1888 bis zum 9. September 1889 erfolgte die nächste Auslandsreise nach Westindien und Kanada, und am 30. September 1889 wurde das Schiff für den Winter und zur Überholung außer Dienst gestellt. Im April 1890 begannen wieder die routinemäßigen Ausbildungsfahrten in der Ostsee, zur Vorbereitung auf die am 10. Juni beginnende Ausbildungsreise nach Westindien, Venezuela und Norfolk (Virginia). Das Schiff war am 25. August 1891 zurück in Kiel, nahm dann bis zum 18. September 1891 am Herbstmanöver der Flotte teil und wurde am 30. September 1891 wieder außer Dienst gestellt. Ab 1. April 1892 war die Nixe wieder in Dienst, wobei auf der längeren Mittelmeerreise im Sommer Typhus an Bord ausbrach. Im September 1892 nahm sie am Flottenmanöver teil, ehe sie am 23. September 1892 zu einer Winterreise nach Westindien auslief. Dieses Muster von kurzen Ausbildungsfahrten mit neuen Schiffsjungen und Kadetten im Frühjahr gefolgt von einer langen Auslandsreise und (oft) von der Teilnahme an den Herbstmanövern des folgenden Jahres blieb auch in den folgenden Jahren die Norm.
Eine Ausnahme war die Außerdienststellung im März 1894 zu einer Grundüberholung bei der auch die Bewaffnung modernisiert wurde. In den Folgejahren wurden erneut lange Reisen in die Karibik, an die amerikanische Ostküste sowie nach Westafrika (1897/98) und Südamerika (1898/99) unternommen. Die Westafrikafahrt vom 21. August 1897 bis zum 17. März 1898 bis nach Kamerun wurde von R. von Uslar in seinem Buch „Mit S.M.S. „Nixe“ nach Kamerun, 1897-1898. Reise-Skizzen und Bilder“ (Altenburg, 1900) dokumentiert. 1899 lag die Nixe während der Rebellion Cipriano Castros gegen Präsident Ignacio Andrade in Venezuela zum Schutz deutscher Staatsbürger und Interessen eine Zeit lang vor Puerto Cabello, bis sie im November 1899 von der Kreuzerfregatte Stosch abgelöst wurde. Nach der Rückkehr von dieser Fahrt wurde das Schiff außer Dienst gestellt und aufgelegt.

### Büroschiff, Wohnhulk, Seeleichter und Ende
Vom 1. November 1906 bis zum Mai 1910 diente die alte Nixe noch einmal als Büroschiff für den Flottenstab der Hochseeflotte. Am 24. Juni 1911 wurde sie aus der Liste der Kriegsschiffe gestrichen und dann in Kiel als Wohnhulk verwendet.
Als nach dem Ende des Ersten Weltkriegs Nordschleswig mit Sonderburg am 15. Juni 1920 nach der Volksabstimmung an Dänemark fiel, musste die bisher in Sonderburg befindliche Schiffsartillerieschule geschlossen werden und wurde am 10. Juli 1920 in Kiel auf der Nixe wiedereröffnet; am 17. Oktober 1920 zog sie dann in Kasernen in Kiel-Wik um.
Das alte Schiff, ab 1. April 1923 nur noch als „Hulk C“ geführt, wurde 1925 von der Reederei Emil R. Retzlaff in Stettin gekauft, zum Seeleichter umgebaut und wieder Nixe genannt. Als die Reederei auf Grund der mit dem New Yorker Börsenkrach von 1929 ausgelösten Weltwirtschaftskrise in finanzielle Schwierigkeiten geriet, wurde die Nixe zum Abbruch verkauft und (wohl) 1930 in Wewelsfleth abgewrackt.

## Kommandanten
Als Kommandanten der Nixe dienten:
- Korvettenkapitän Volkmar von Arnim: April 1886 – September 1887
- Kapitän zur See Chüsel: September 1887 – April 1888
- Korvettenkapitän/Kapitän zur See Wilhelm Büchsel: April 1888 – September 1889, anschl. Außerdienststellung bis 1890
- Korvettenkapitän mit Oberstleutnantsrang Curt von Maltzahn: 9. April 1890 – 30. September 1891
- Korvettenkapitän mit Oberstleutnantsrang Louis Riedel: 1. April 1892 – 1. April 1894
- Korvettenkapitän mit Oberstleutnantsrang Goecke: 1897/98
- Korvettenkapitän/Fregattenkapitän/Kapitän zur See Max von Basse: Mai 1898 – März 1900
- Fregattenkapitän Carl Derzewski: April – August 1900, anschließend Außerdienststellung
- Kapitänleutnant Kalm: November 1906 – April 1907
- Korvettenkapitän Ernst Orth: April 1907 – September 1908
- Kapitänleutnant/Korvettenkapitän Paul Boethke: September 1909 – Januar 1910
- Korvettenkapitän Max Schlicht: Januar – Mai 1910, anschließend Außerdienststellung